# Kvarntjärnen (Hällefors socken, Västmanland, 662843-143432)
Kvarntjärnen är en sjö i Hällefors kommun i Västmanland och ingår i Göta älvs huvudavrinningsområde.